# El Bouni
El Bouni là một đô thị thuộc tỉnh Annaba, Algérie. Dân số thời điểm năm 2002 là 111.956 người.